# Štitari (Berane)
Pour les articles homonymes, voir Štitari.
Štitari (en serbe cyrillique : Штитари) est un village du nord-est du Monténégro, dans la municipalité de Berane.

## Démographie

### Évolution historique de la population
| 1948 | 1953 | 1961 | 1971 | 1981 | 1991 | 2003 |
| ---- | ---- | ---- | ---- | ---- | ---- | ---- |
| 416  | 499  | 504  | 388  | 330  | 372  | 282  |